# Les Voyages du docteur Dolittle
Les Voyages du docteur Dolittle (The Voyages of Doctor Dolittle) est le deuxième roman des aventures du Docteur Dolittle, vétérinaire connaissant les langages des animaux, créé par Hugh Lofting. Publié en 1922, le style d'écriture s'adresse à un public plus mature et présente des illustrations plus sophistiquées que son prédécesseur. Cet opus est plus long que son prédécesseur et est divisé en six parties. Il a remporté la médaille Newbery en 1923.

## Résumé
En Angleterre, Tommy Stubbins (le narrateur) trouve un écureuil blessé par un faucon. Matthew Mugg, l'homme vendant de la viande pour chat, lui suggère de demander l'aide du docteur Dolittle, qui peut parler aux animaux. Celui-ci est parti en voyage, mais à son retour, il s'occupe de l'écureuil.
Tommy est présenté à certains des animaux étranges dont Dolittle s'occupe, comme le poisson Wiff-Waff, et à ceux qui prennent soin de sa maison, comme Dab-Dab le canard et Jip le chien. Polynesie le perroquet, qui arrive à Puddleby en provenance d'Afrique, informe le Docteur que le prince Bumpo, qu'il a connu dans le royaume africain imaginaire de Jolliginki, étudie à Oxford. Il y est envoyé par son père le roi qui a appris que tous les souverains noirs en font autant. Mais il n'a pas pu être accompagné par ses six épouses (dont une albinos rousse). Par la suite, Tommy commence ses études avec Dolittle, ou plutôt avec Polynésie, qui enseigne à Tommy le langage des animaux. Chee-Chee vient d'Afrique déguisé en dame et raconte à Puddleby son voyage.
Le Docteur acquiert un navire appelé The Curlew et pense emmener Tommy, Polynésie et Luke l'Ermite. Cependant, ils apprennent par le chien de l'Ermite, Bob, que Luke a été envoyé en prison pour meurtre. Luke Fitzjohn de son vrai nom, cet homme mystérieux évite les gens et vit habituellement reclus dans une maison du marais, seul avec Bob son bouledogue qui chasse les éventuels visiteurs. Il accepte uniquement la présence du docteur et de Tommy, qu'il apprécie. Il est accusé du meurtre d'un de ses associés Bluebeard Bill dans une mine mexicaine quinze ans plus tôt par un autre associé, Mendoza, ce qui l'avait poussé à fuir en Angleterre. Au cours du procès, Dolittle prouve au juge qu'il peut parler aux animaux en s'adressant à Bob, un témoin animal, et traduit l'histoire du chien en anglais. Il révèle que les deux associés voulaient tuer son maître pour garder l'or pour eux tous seuls. Pendant que Luke remontait Bill d'un puits, Mendoza tenta de lui tirer dessus dans son dos. Voyant cela, Bob mordit son maître qui lâcha Bill, provoquant sa mort accidentelle ; Mendoza se hâta de prévenir la police pour garder la mine pour lui. L'Ermite est alors acquitté par le jury.
Plus tard, le paradisier violet informe le Docteur que Long Arrow, fils de Golden Arrow (un ami du Docteur qui vit en Amérique du Sud) a disparu. Or, il avait prévu de partir en voyage pour lui rendre visite. Souhaitant malgré tout partir en vacances, le docteur propose de jouer au jeu du Blind Travel, qui détermine où ils voyageront dans le monde : il suffit, les yeux fermés, d'ouvrir l'atlas au hasard, puis de poser le crayon quelque part sur la page ouverte. Or, le hasard désigne justement l'île du Singe araignée (Spidermonkey island, dans la version originale), longue de cent milles et située au large du Brésil, là où justement Long Arrow a été vu pour la dernière fois.

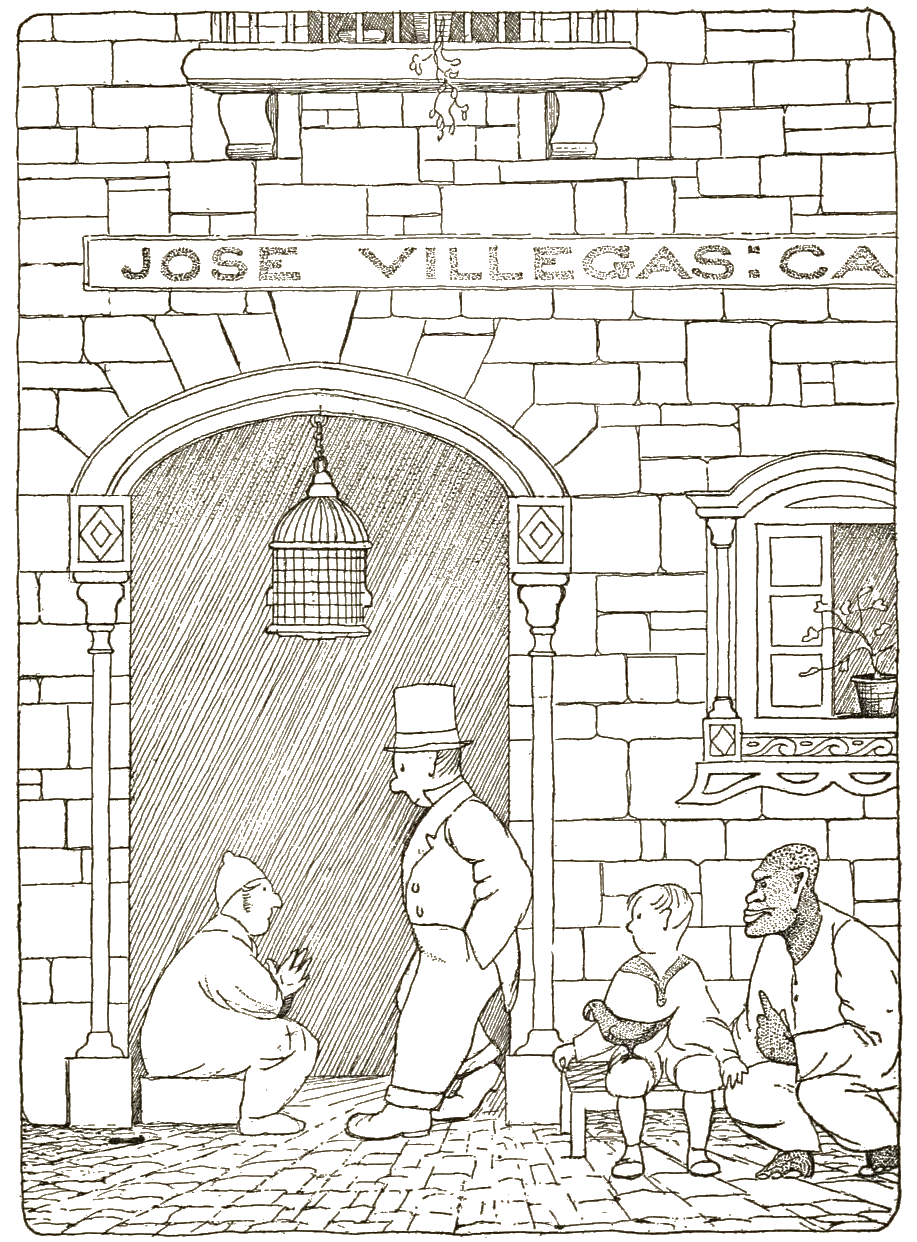
Le docteur et ses amis aux îles de Capa Blanca

Le Docteur, Tommy, Bumpo et Polynesia commencent le voyage à travers la mer, mais ils découvrent des passagers clandestins insupportables et les laissent à Penzance. Ils font ensuite escale dans les îles de Cap Blanca, imaginaires, en Espagne. Dans Monteverde, sa principale ville très ancienne aux ruelles sinueuses et très étroites, ils rencontrent un fabriquant de lits aimable, qui les héberge et les nourrit de ses mets à l'huile d'olive, tels que les bananes frites. Il leur apprend que chaque dimanche dans cette ville est organisé une corrida, festivité rythmant la vie des habitants de l'archipel. Horrifié, le Docteur envisage d'abolir cette tradition. Pour ce faire, il passe un pari avec les toreros : s'il parvient à dompter plus de taureaux que leur champion, ils arrêteront la corrida. Bumpo, sur conseil de Polynésie, profite de l'occasion pour faire avec les habitants un pari parallèle (en) de 3 000 pesetas que le docteur va gagner. Ce dernier va voir discrètement les taureaux pour leur proposer un plan, consistant à ce qu'ils fassent semblant de se laisser vaincre par lui en échange de l'abolition de la tradition, ce qu'ils acceptent. Lorsque le combat est terminé et que le vétérinaire gagne son pari, les habitants sont furieux et pourchasse l'équipage, qui se dépêche de reprendre son voyage.
Pendant la suite du trajet en mer, le Docteur pêche des animaux pour apprendre les langages des animaux marins. Il montre à Tommy sa dernière découverte, un poisson, le Fidgit argenté, qui parle anglais, répétant des expressions qu'il avait apprise à l'époque où il était enfermé dans un aquarium public dont il s'est échappé. Le docteur décide alors de l'interroger sur les moyens de plonger au fond de la mer pour échanger avec les animaux. L'animal lui conseille de partir à la rencontre du Grand Escargot de Verre, animal grand comme une maison de la famille des bigorneaux, qui peut se déplacer n'importe où sous l'océan et possède une coquille de nacre transparente mais solide, suffisamment grande pour y transporter un chariot attelé. Âgé de plus de soixante-dix mille ans, il est désormais le seul représentant de son espèce et vit au fond d'un trou d'eau, à l'embouchure de l'Amazone.
Une tempête détruit le navire, laissant Tommy seul. Le paradisier lui dit que ses amis sont sur l'île du singe araignée. Avec l'aide de quelques marsouins, Tommy rejoint l'île et l'équipage. Dolittle apprend après avoir attrapé un Jabizri, un scarabée rare, porteur d'un message, que Long Arrow est coincé à l'intérieur de la montagne de la tête de faucon. Se rendant sur place avec ses amis et les Popsipetels (dont le nom signifie « Les Hommes de la Terre en Mouvement »), un des deux peuples habitants l'île, ils tentent de trouver une ouverture, mais ils échouent. Ils utilisent alors le Jabizri pour le localiser. Lorsqu'ils trouvent une dalle dans la montagne, ils creusent en dessous jusqu'à ce qu'elle s'effondre et Long Arrow est libre.

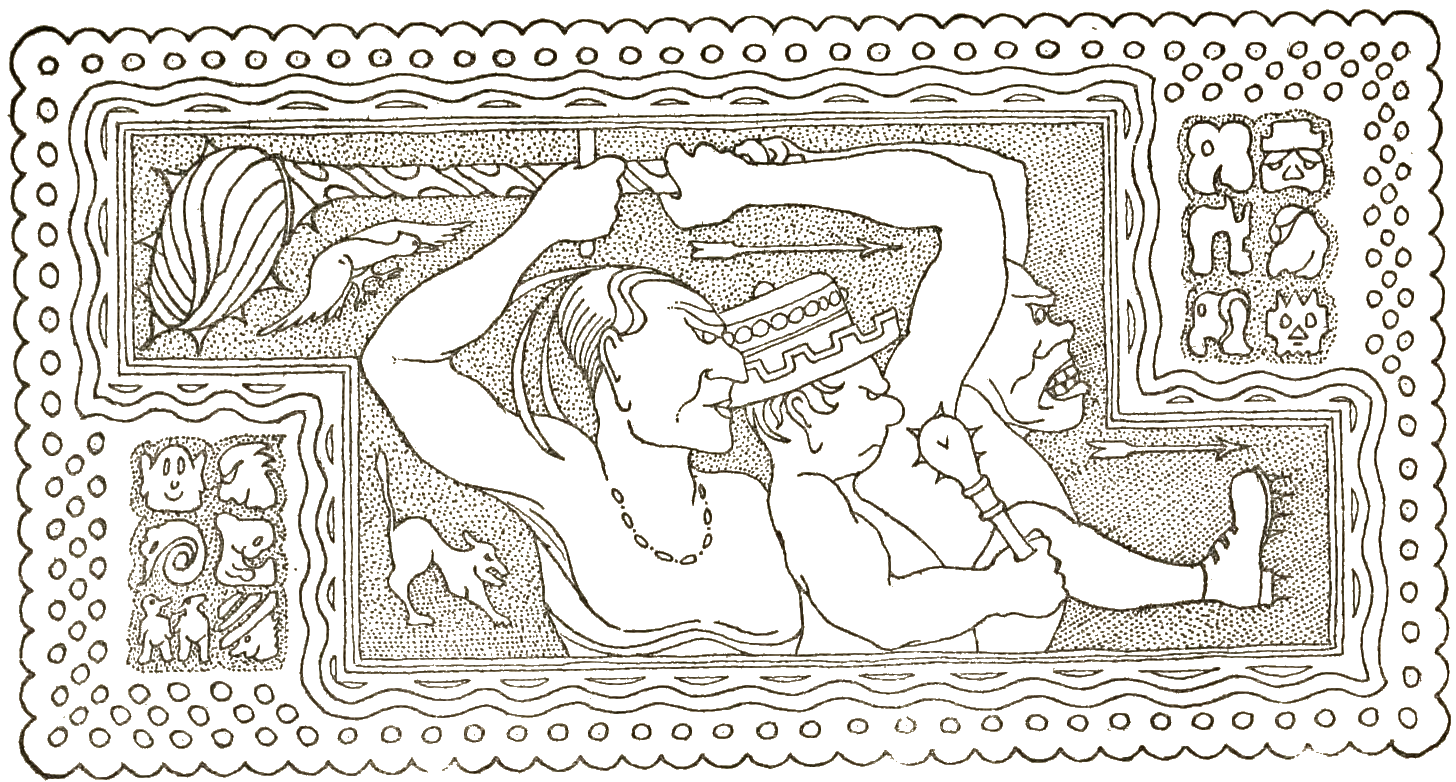
Long Arrowe, le docteur et Bumpo pendant la bataille contre les Bag-jagderags

Le Docteur apprend des habitants que l'île est flottante (creuse, étant formée d'un morceau détaché du continent sud-américain qui s'est rempli d'air en tombant dans l'océan), qu'elle se déplace vers le sud et qu'elle est sur le point de s'approcher de l'Antarctique. Alors le Docteur demande à des baleines de la repousser jusqu'en Amérique du Sud. Après cela, le Docteur est informé par les Popsipetels qu'ils seront bientôt attaqués par leurs rivaux les Bag-jagderags. Le Docteur s'allie avec les oiseaux de l'île, Bumpo et Long Arrow pour aider les Popsipetels à combattre les Bag-jagderags et sont vainqueurs. Le peuple décide alors de le couronner roi dans une zone montagneuse au fort écho, saluant son élection de coups de canon. Mais les détonations amplifiées firent chuter un gros rocher au fond de la cheminée d'un volcan, le faisant tomber dans la chambre remplie d'air et fixant ainsi l'île sur le fond marin. Pendant plusieurs mois, le docteur règne sur l'île et apporte de bons changements aux Popsipetels.
Polynésie trouve le Grand Escargot de Mer en Verre près de l'île et prévient Dolittle, lui expliquant que l'île a coulé pile au-dessus du fameux trou d'eau de l'Amazone, bouchant son ouverture. Heureusement, l'animal suffisamment fort a pu déplacer l'île, mais est blessé. Soignant la créature, le Docteur et ses amis peuvent quitter l'île. Ils voyagent vers l'Angleterre à travers l'océan dans la coquille du Grand Escargot de Mer de Verre. Ils retournent à Puddleby et, chez le docteur, Dab-Dab dit qu'ils arrivent juste à temps pour le thé.

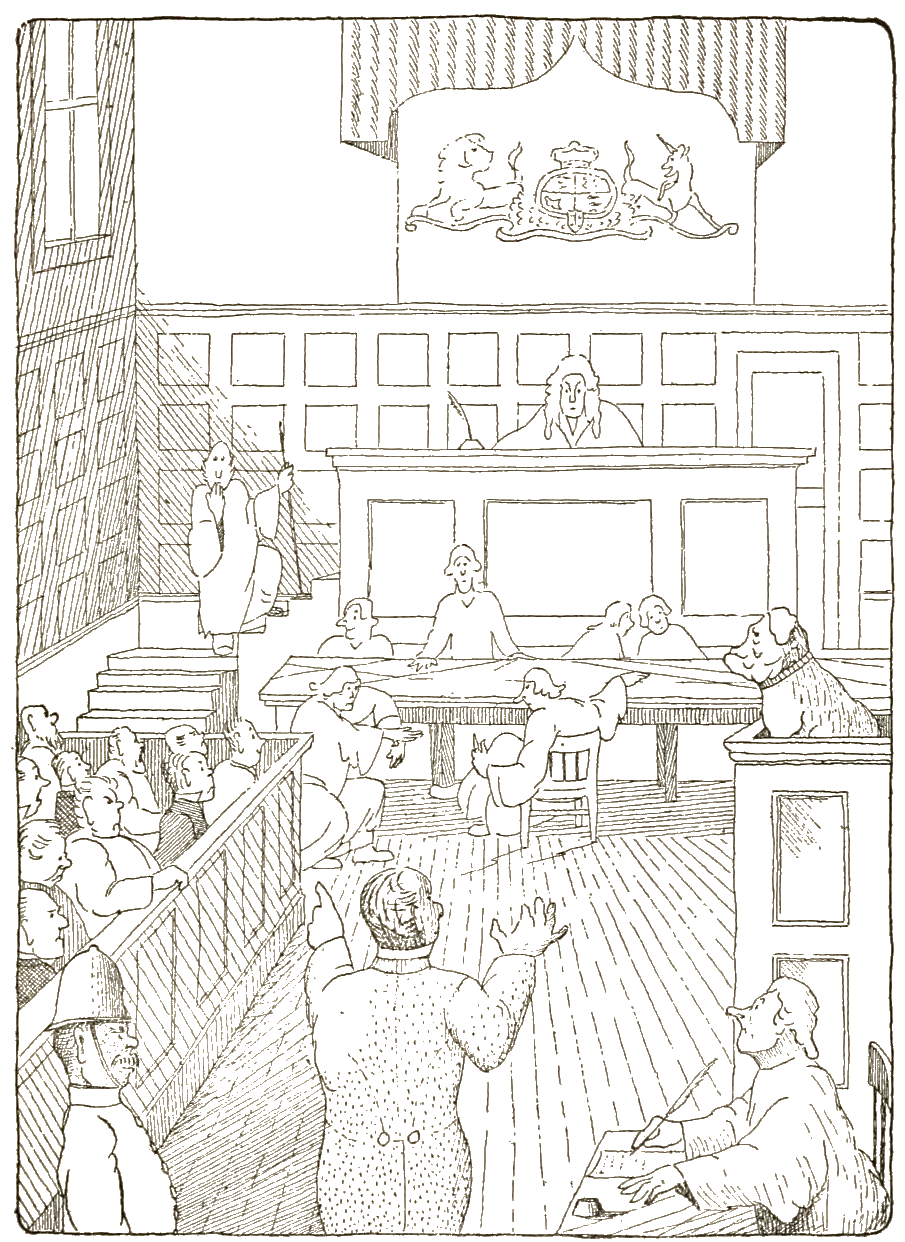
Premier chien témoignant à un procès

## Personnages
Voir aussi : Liste des personnages de Docteur Dolittle (en)

### Humains
- Tommy Stubbins – narrateur de l'histoire, fils de cordonnier âgé de dix ans, qui devient l'assistant du docteur Dolittle.
- Docteur Dolittle – docteur qui peut parler aux animaux. Il confie à Tommya qu'il a découvert le pôle Nord en avril 1809 (un siècle avant qu'il ne soit officiellement atteint), mais qu'il tait cette découverte à cause d'une promesse faite à des ours polaires qui voulaient préserver leur environnement riche en charbon.
- Mathew Mugg – homme vendant de la viande pour chat qui connaît tout le monde à Puddleby.
- Joe – homme qui trouve un bateau pour Tommy et le docteur Dolittle pour leur voyage.
- Luke l'Ermite – surnom de Luke Fitzjohn, homme mystérieux vivant avec son bouledogue Vob et qui se retrouve accusé d'un meurtre. Inocenté, Luke rejoindre l'équipage du docteur.
- Bumpo – prince africain qui vient en Angleterre pour étudier. Premier habitant de son pays à le quitter, il était convaincu qu'il risquait d'être mangé par des cannibales blancs.
- Colonel Bellowes – homme snob qui apparaît brièvement au début du livre.

### Animaux

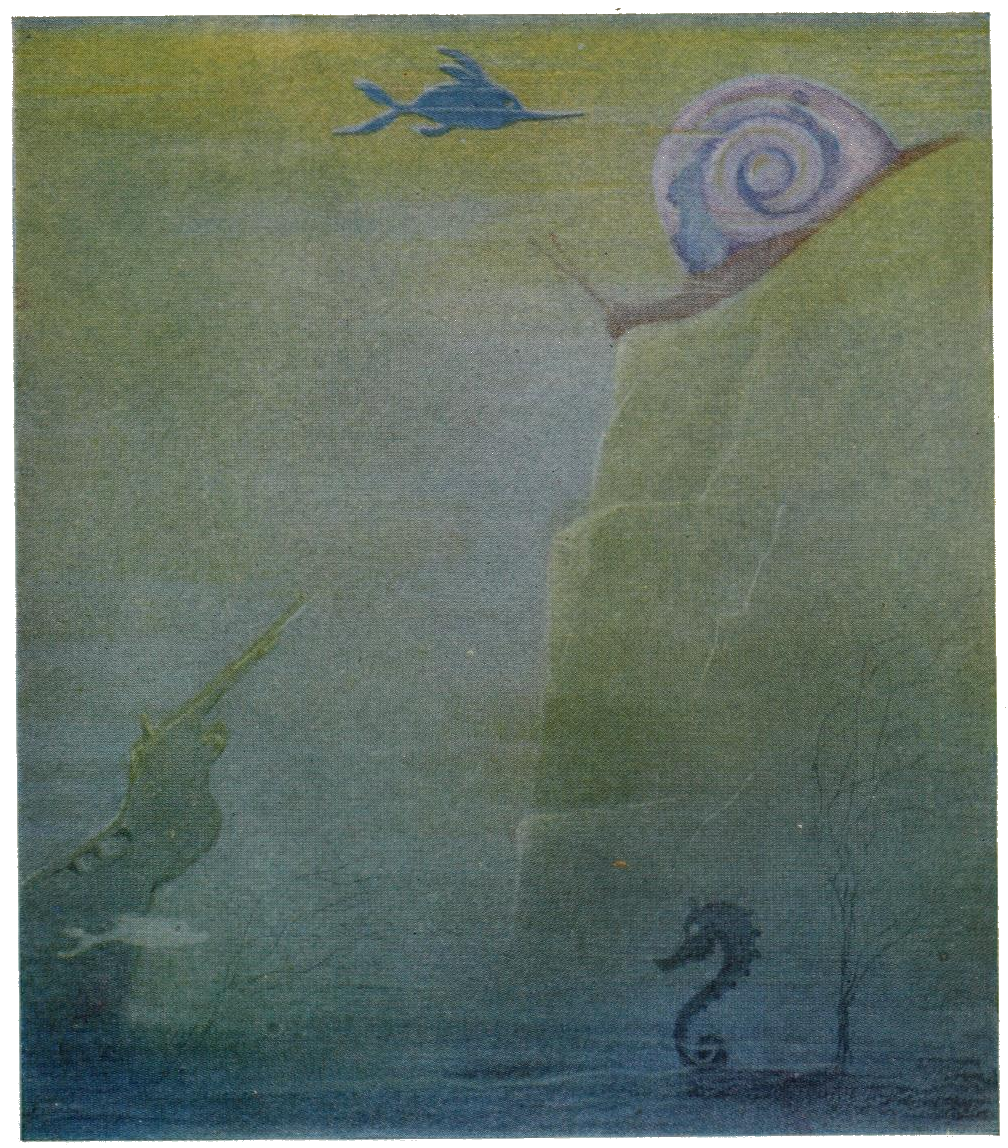
Grand Escargot de Mer de Verre au fond des mers

- Grand Escargot de Mer de Verre au fond des mersChee-Chee – chimpanzé qui vient d’Afrique et qui est un ami du Docteur.
- Dab-Dab – cane qui est la gouvernante du Docteur.
- Long Arrow – naturaliste autochtone d'Amérique qui disparaît sur l'île singe araignée.
- Jip – chien du docteur.
- Polynésie – perroquet d’Afrique de l’Ouest qui comprend et parle l'anglais. C'est également la meilleure amie du docteur Dolittle qui lui a appris le langage des oiseaux.
- Bob – chien de Luke l'Ermite qui clame son innocence.
- Le Grand Escargot de Mer de Verre – escargot géant qui ramène le Docteur et son équipage dans sa coquille en Angleterre.
- Miranda – magnifique paradisier violet du Pérou.
- Le Jabizri - scarabée très rare (observable dans trois pays seulement). Lorsque le docteur le découvre, il remarque qu'il y a un message attachée à sa patte, SOS de Long Arrow. Il a également conduit le docteur Dolittle et son équipage jusqu'à la grotte où Long Arrow était piégé.

## Accueil
Le livre a été populaire, comme beaucoup d’autres de la série. Il a remporté la médaille Newbery en 1923.
Il a cependant été critiqué pour sa représentation stéréotypée des indigènes et pour sa reproduction du stéréotype du « bon sauvage ».

## Galerie

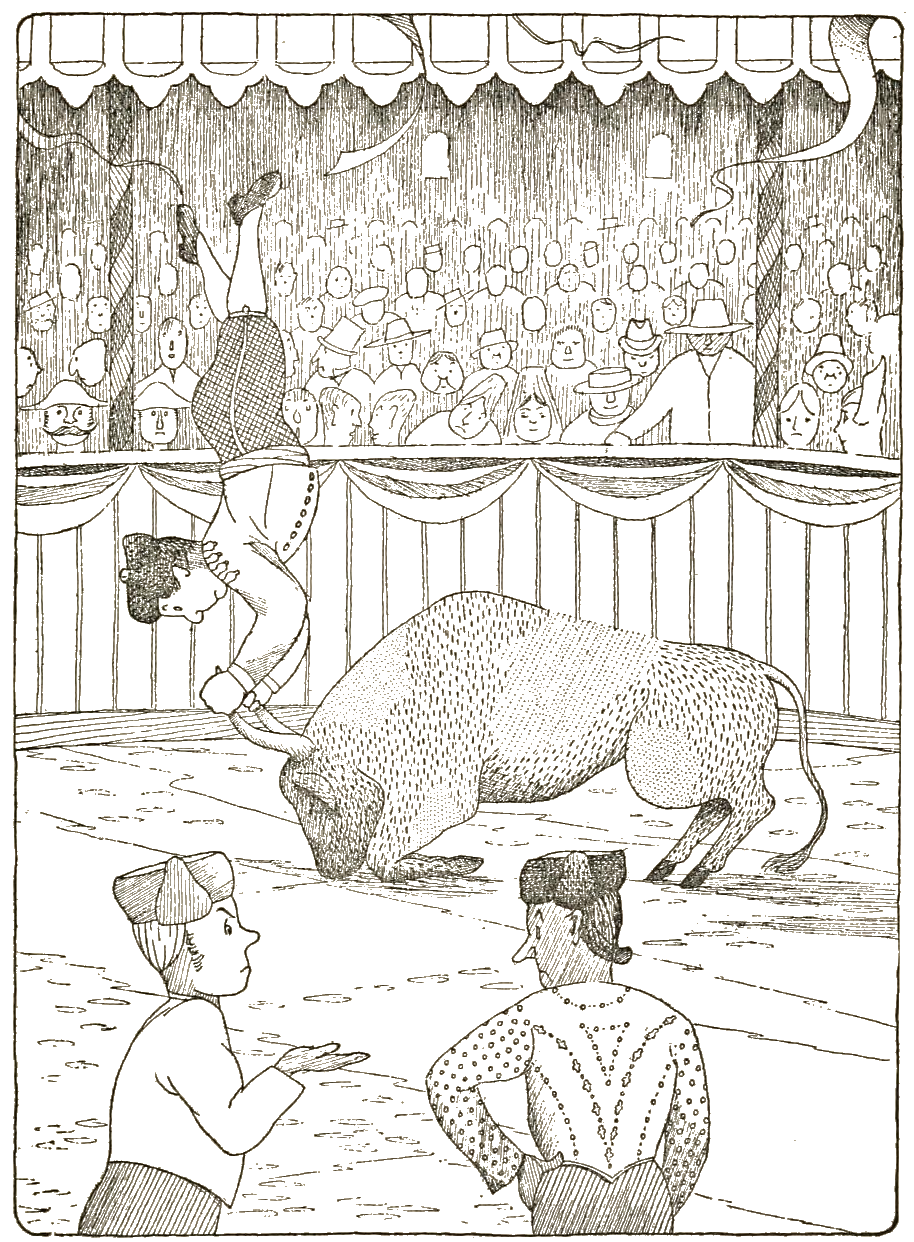
Corrida à Monteverde
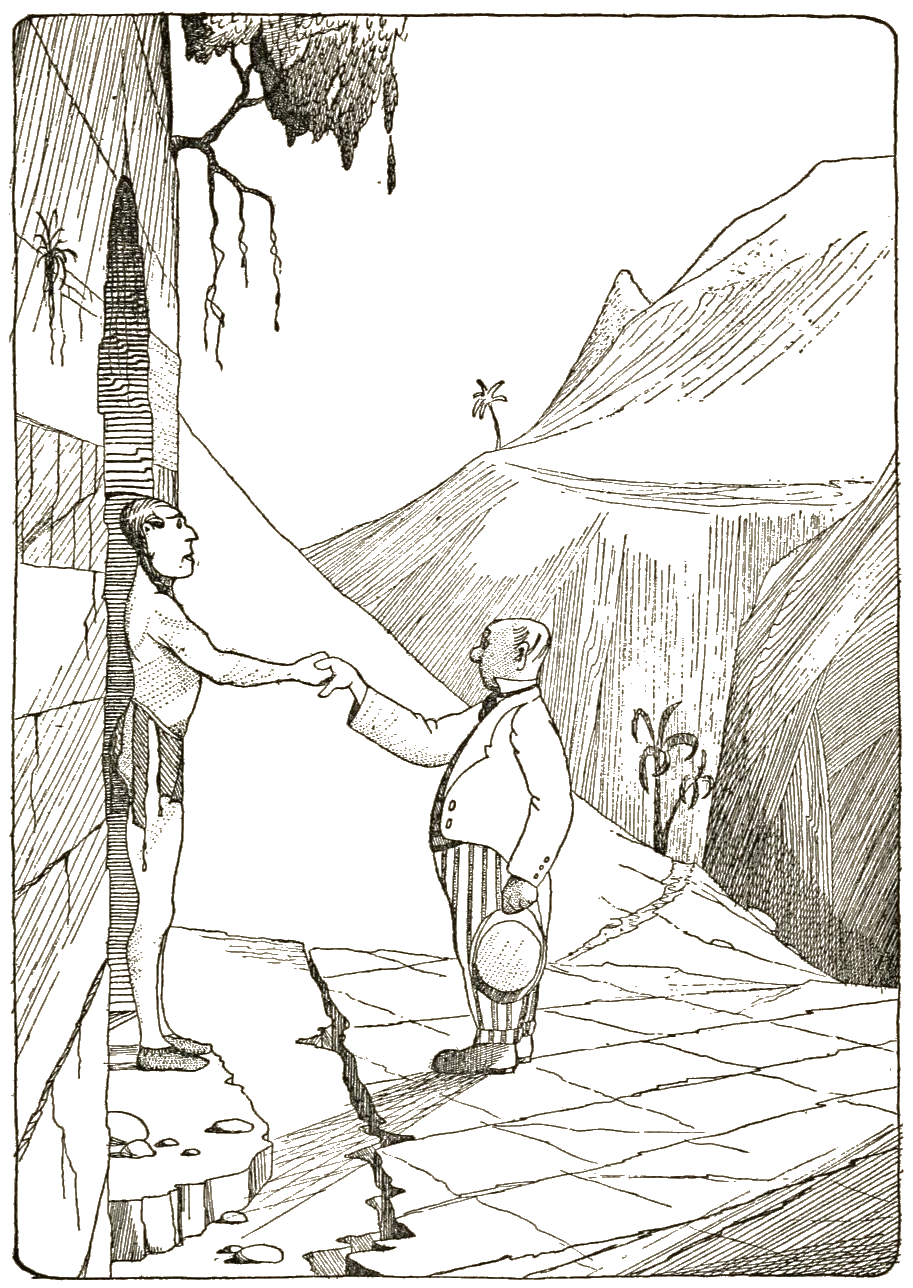
Long Arrow délivré de la montagne
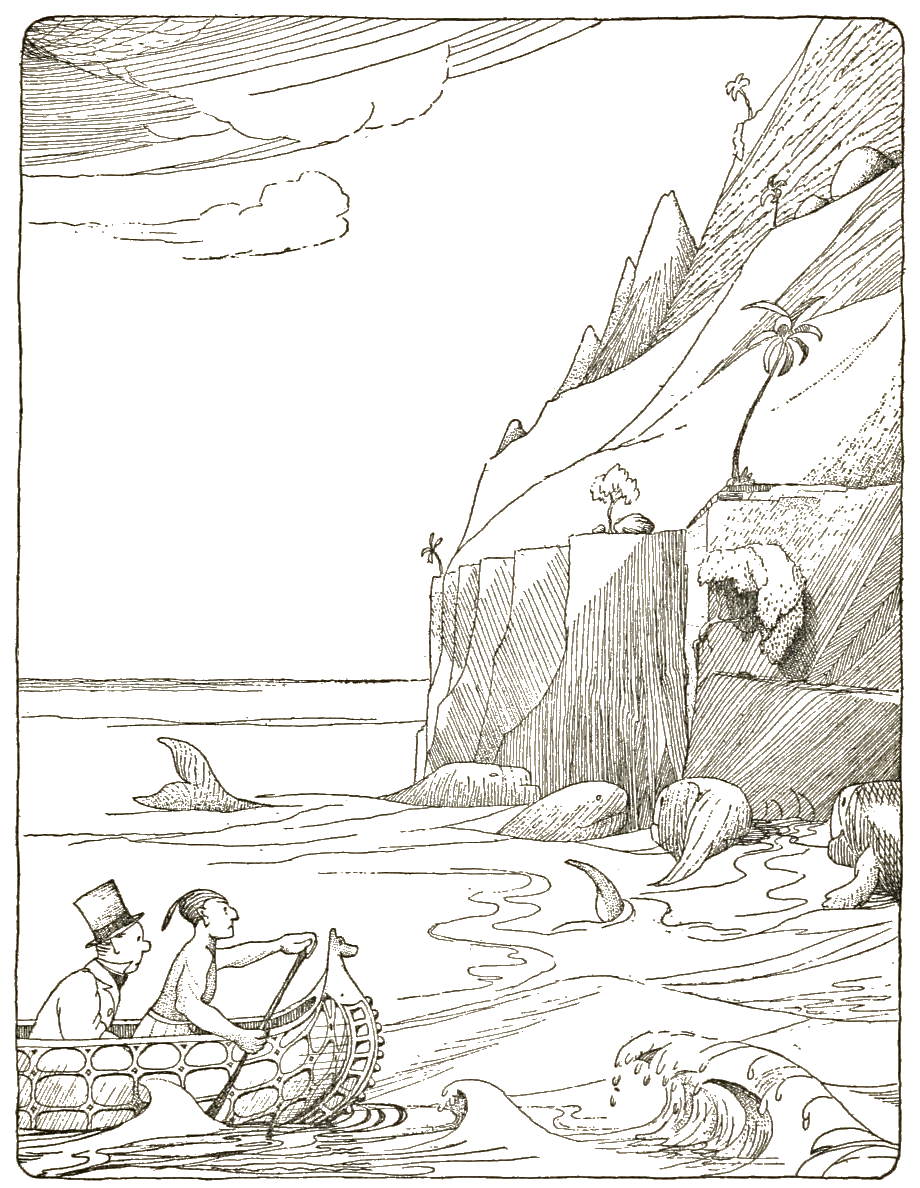
Baleines travaillant dur, le nez contre le bout de l'île
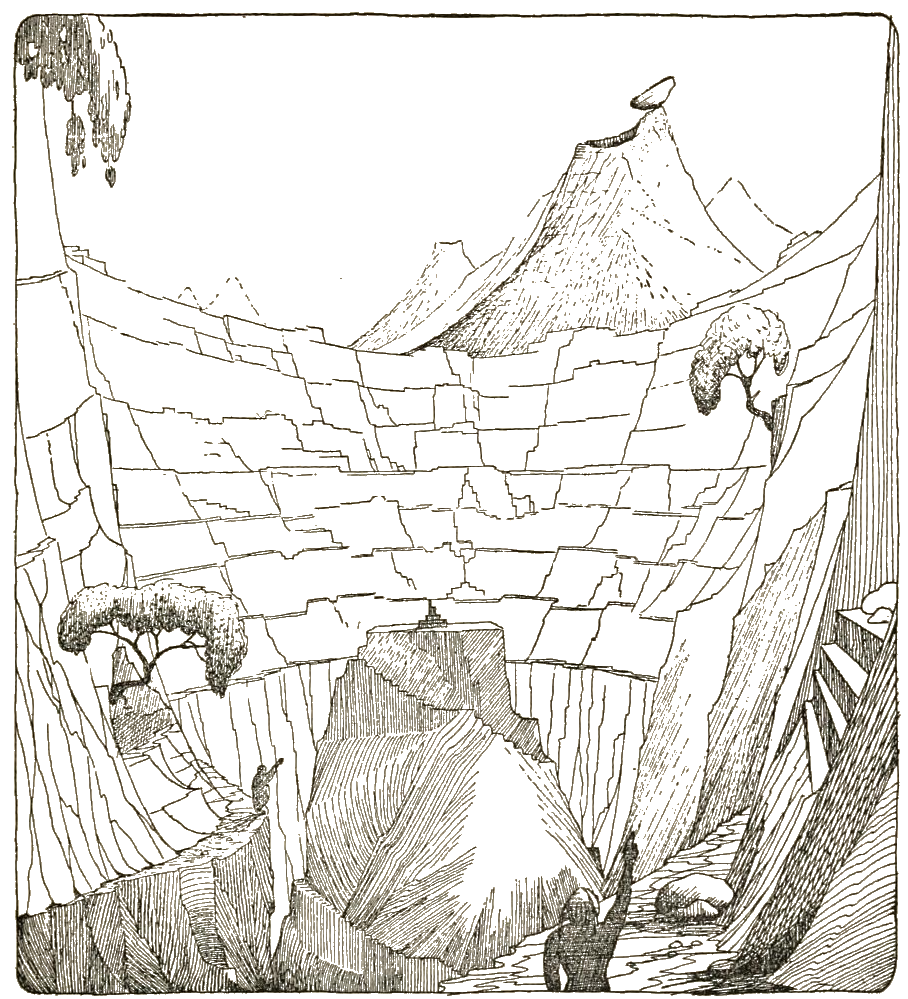
Les Rochers qui Murmurent
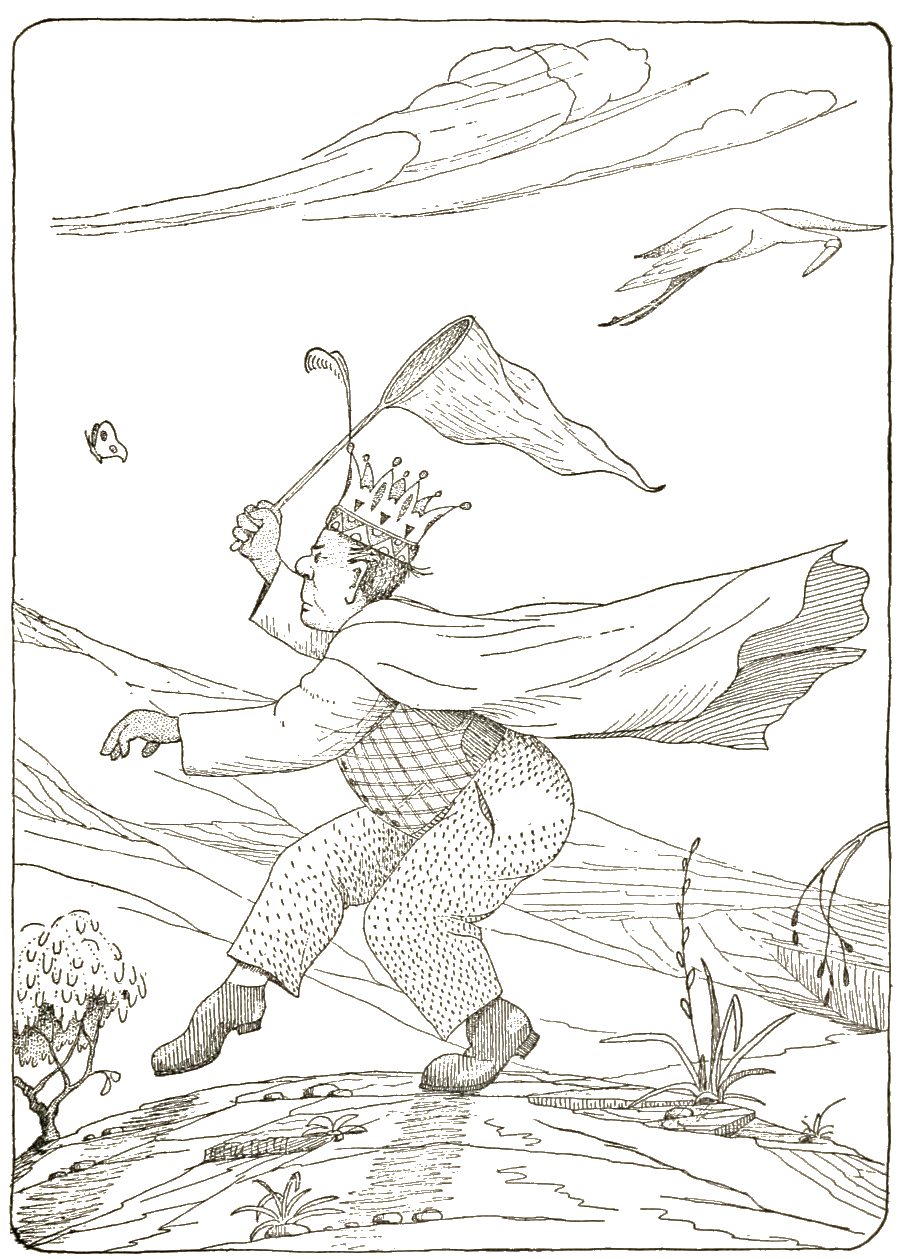
« Il devait chasser ses papillons avec une couronne sur la tête »
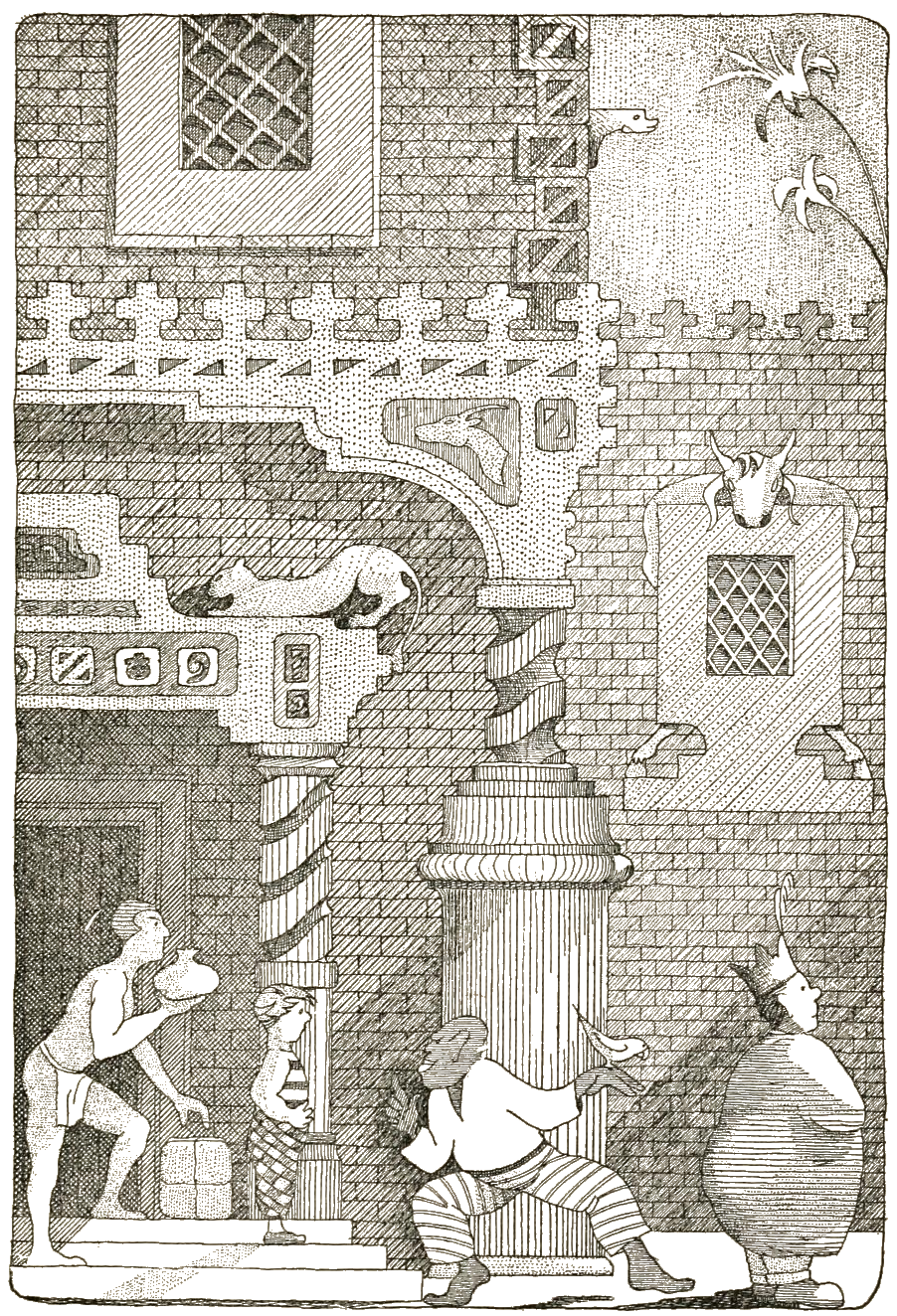
« Sur la pointe des pieds, incognito », murmura Bumpo.